# Rules (Doja Cat)
Rules è un singolo della rapper statunitense Doja Cat, pubblicato il 24 ottobre 2019 come terzo estratto dal suo secondo album Hot Pink.

## Video musicale
Il video musicale ufficiale della canzone è stato pubblicato in concomitanza con l'uscita del singolo.

## Classifiche
| Classifica (2019) | Posizione massima |
| ----------------- | ----------------- |
| Stati Uniti       | 119               |